# 有蓋似天竺魚
'有蓋擬天竺魚，又稱有蓋擬天竺鯛，為輻鰭魚綱鈎頭魚目天竺鯛科的其中一個種。

## 分布
本魚分布於澳洲北部海域。

## 特徵
本魚體延長而側扁，眼大，口大略下位。魚體呈銀色，側線明顯，額部具黑色斑塊，體側具淡褐色條紋，各鰭淡色，尾鰭截形，第一背鰭上有一個黑色的尖端，尾鰭基部有一個淡淡的深色斑紋，眼睛中間後面的鰓蓋上有一個小黑點，背鰭硬棘9枚；背鰭軟條10至11枚；臀鰭硬棘2枚；臀鰭軟條9枚；脊椎骨24個，體長可達7公分。

## 生態
本魚棲息於沿岸區域，白天躲藏洞穴中，夜間出來覓食，屬肉食性。繁殖期時，雄魚具有口孵習性，卵約7日化成仔魚，由雄魚吐出，具短暫的仔魚飄浮期。

## 經濟利用
不具經濟價值。